# Pago Pago Harbor
Pago Pago Harbor är en vik i Amerikanska Samoa (USA).   Den ligger i distriktet Östra distriktet, i den västra delen av landet, 3 km öster om huvudstaden Pago Pago.